# 蒙恬
蒙 恬（もう てん、 - 紀元前210年）は、中国の秦の将軍・政治家。蒙驁の孫。蒙武の子。蒙毅の兄。匈奴討伐などに功績を挙げ、弟とともに始皇帝（秦王政）に重用されたが、趙高たちの陰謀によって扶蘇と共に自殺させられた。

## 生涯
蒙氏は、蒙驁の代に斉より秦へ移り住んだ。若年期には獄法（刑法）を学び、獄官として勤め、文書や典籍の管理に従事した。
始皇22年（紀元前225年）、秦王政は20万の軍を率いての楚攻略を李信と蒙恬に命じる。秦軍は軍を2つに分け、蒙恬は寝を攻めて大勝する。しかし、城父で李信と合流したところを楚軍に攻撃され、秦軍は大敗した（城父の戦い）。翌年、秦王政は王翦と蒙恬の父である蒙武に60万の大軍を与えて再び楚を攻めさせ、紀元前223年に楚を滅ぼすに至った。
始皇26年（紀元前221年）、家柄を背景に秦の将軍となった。王賁・李信と共に斉を滅ぼし、これにより六国を滅ぼした秦は天下統一を果たした。その功績により、内史とされた。
始皇32年（紀元前215年）、30万の軍を率いての匈奴征伐では、オルドス地方を奪って匈奴を北へ追いやると、辺境に陣して長城、秦直道（直線で結ぶ道）の築造も担当した。これらの軍功に始皇帝からも大いに喜ばれ、弟の蒙毅も取り立てられ、蒙恬が外政に蒙毅が内政に両者とも忠誠と功績を認められた。この頃、始皇帝に焚書を止める様に言って遠ざけられた長男の扶蘇が蒙恬の元にやって来て、扶蘇の指揮下で匈奴に当たるようになった。扶蘇は始皇帝に疎まれたために蒙恬の所へ送られたとなっているが、蒙恬の監視役であったとも考えられる。
始皇37年（紀元前210年）、始皇帝が崩御すると、趙高・李斯の二人は共謀して、始皇帝の末子の胡亥を皇帝に立てて、自らの権力を護ろうと画策した。趙高らは始皇帝の詔書を偽造し、扶蘇と蒙恬に対して自殺を命じた。蒙恬はこれを怪しみ、真の詔書であるかを確かめるべきだと主張したが、扶蘇は抵抗せずに自殺した。蒙恬は陽周の監獄に繋がれ、趙高により蒙氏は日夜誹謗され、その罪過を挙げて弾劾された。子嬰が胡亥を諫めたが、聞き入られることはなかった。
その後、胡亥（二世皇帝）からの自殺命令が届くとやむを得ず、毒を飲んで自殺した。蒙恬は自殺する際、「私に何の罪があって、過ちもないのに死ななければならないのか」と自らに問いかけて嘆き、それから「私の罪が死に当たるのも無理はない。長城を築くこと数万里、その途中で地脈を絶たないはずがない。それこそが私の罪である」と言って毒を仰って自殺した。これに対して、司馬遷の評は「私は、蒙恬が秦のために築いた長城や要塞を見たが、山を崩し谷を埋めて道路を切り開いたこと、まことに民の労力を顧みないものである。秦が諸侯を滅ぼしたとき、天下の人心はまだ安定せず、戦乱で傷ついた者たちはまだ癒えていなかった。その時に、蒙恬は名将でありながら、始皇帝を強く諫めて民の苦しみを救い、老人や孤児を養い、民の融和を修めることに努めず、かえって君主の意向に迎合した」と厳しく批判した。
蒙恬の死後、蒙毅も趙高により言いがかりを付けられて殺害され、蒙氏一族は皆殺しにされた。

## 主な功績

### 北伐匈奴
秦統一後、匈奴が河套地域（黄河以南）を占拠し咸陽を脅かす。紀元前215年、始皇帝は「亡秦者胡也」（秦を滅ぼすは胡なり）との占いを機に北伐を決断。

#### 戦略と戦果
30万の軍を率い、主力は上郡（陝西省）から、別働隊は肖関（寧夏）から挟撃。河南地（河套平原）を奪還し、44県を設置。九原郡を置き移民3万戸を移住させ農耕と防衛を兼ねさせた。
黄河を渡り高阙・陽山を制圧。匈奴を陰山以北に撃退し「匈奴を却すること七百余里」、「胡人南下を10余年阻む」防衛線を構築。

## 大土木事業

### 万里の長城
中国秦の始皇帝の命により、大将軍蒙恬が指揮し、紀元前214年頃から建設・整備された大規模な防衛施設群。それまで燕、趙、秦の三国がそれぞれ北方国境に築いていた長城を接続・補強・拡張し、西は臨洮（現甘粛省岷県）から東は遼東（現遼寧省付近）に至る延べ5000キロメートル以上に及ぶ防衛線を完成させた。後世の長城の基礎となった。

#### 建設と特徴
規模:既存の三国の長城を基盤にしたが、大幅な拡張・連結が行われ、実質的に「万里」を超える長さとなった。
目的:匈奴の騎馬部隊の侵入を防ぐこと。防衛拠点として機能させること。
構造:地形を巧みに利用し、山の尾根等の要害に沿って建設された。地質に応じて版築（土を突き固める工法）や石積みが使い分けられた。城壁本体に加え、兵士の駐屯や物資貯蔵、行政の拠点となる「亭障（ていしょう）」と呼ばれる砦が多数配置された。敵の動きを監視し、異変を迅速に伝達するための「烽火台（のろしだい）」が重要な地点に設置され、連絡網を形成した。

#### 評価
冷兵器時代における軍事防衛施設の傑作とされる。その後の漢代をはじめ、歴代王朝がこの防衛線を継承・拡張し、現代に残る万里長城の原型となった。一方で、その建設には膨大な労力（兵士、罪人、農民など）が動員され、多くの犠牲者を出したことで、後世の批判の対象にもなった（孟姜女伝説等）。1987年にユネスコの世界文化遺産に登録された（明の長城が中心だが、秦の長城もその起源として評価されている）。

### 秦直道
中国秦の始皇帝の命により、大将軍蒙恬が指揮して紀元前212年から約2年半で建設された、軍事目的の高速道路。首都咸陽（かんよう）付近の雲陽（うんよう、現陝西省淳化県）の林光宮から、北方の国境防衛の要衝である九原郡（きゅうげんぐん、現内モンゴル自治区包頭市付近）までをほぼ直線で結んだ。延長は700-900キロメートルと推定される。

#### 建設と特徴
紀元前212年着工、紀元前210年頃完成（わずか約2年半）。山があれば切り開き（堑山）、谷があれば埋め立てる（堙谷）という手法を駆使し、可能な限り直線的なルートを確保した。子午嶺（しごれい）などの山脈も貫通している。黄土を強く突き固めて築いた路盤は非常に堅く、2000年以上経った現在でも草は生えるが木が根を張らない箇所が多く残る。当時の道路としては驚異的な幅を持ち、最も広い部分では約60メートル、一般的な部分でも約20メートル（現代の高速道路の8車線に相当）あった。道路の両側には高さ約1.5メートルの土塁（矮垣）が築かれ、人と車馬の分離が図られたと考えられる。また、一定間隔に「馹駅（じゅくえき）」と呼ばれる中継・休憩施設が設けられた。
前線への兵士・武器・物資の迅速な輸送を可能にし、匈奴侵攻への即応体制を強化した。咸陽から九原までを馬で約3昼夜で移動できたと伝えられる。遠隔地である北方国境地帯と中央との連絡・統制を強化した。後に漢代以降、北方との交易や文化交流のルートとしても利用されるようになった。

#### 評価
古代世界における道路建設技術と組織力の頂点を示す驚異的な土木遺産。その直線性、幅、堅牢さ、建設速度の全てにおいて、当時の技術水準をはるかに超えていた。秦帝国の強大な国力を象徴する事業の一つ。一部の区間は、漢、唐、明の時代まで実用に供され続けた。現在も陝西省、甘粛省、内モンゴル自治区にその遺構が確認できる。

## 逸話
蒙恬が獣の毛を集めて作り、始皇帝に献上したのが筆の始まりとされていた。しかし1954年に戦国時代の楚の遺跡から筆（「長沙筆」）が発見されたのでこの説は覆された。現在では甲骨文字の中に筆を表す文字が発見されており、筆の発明は殷代まで遡るのではないかと考えられている。蒙恬は筆の発明者ではなく、筆の改良者とされている。
『蒙求』には、「蒙恬製筆,蔡倫創紙（蒙恬は筆をつくり、蔡倫は紙をつくった）」の句がある。

## 歴史の評価

### 肯定の評価
軍事面では匈奴を数十年にわたり抑止したことが高く評価され、「威匈奴を震う」と称賛された。防衛施設の整備は後世の中原王朝に範を示し、特に長城はモンゴル高原からの侵攻に対する持続的防壁として機能した。政治的には30万の大軍を掌握しながらも反乱を起こさず、冤罪による死を前に「義を守って死す」と諭した姿勢が、後世の史家から忠義の鑑と評されている。

### 批判の見解
一方で司馬遷は『史記』において、「天下未だ定まらぬ中、民を労して阿（おもね）りて功を興す」と批判。大規模工事による民力の疲弊が秦の短命化を招いた一因との指摘がある。また、始皇帝の暴政を諫めなかった点や、防衛投資の過度な拡大が国力を消耗させた面も否定的に捉えられる。